# Friedrich Arnold Herring
Friedrich Arnold Herring (* 30. Oktober 1812 in Lennep; † 1. Oktober 1908 in Goshen Elkhart County Indiana USA), auch bekannt als Frederick A. Herring, war ein deutscher Textilfabrikant, Evangelist sowie Dissident und Begründer lokaler freikirchlicher Brüdergemeinden. Nach seiner Auswanderung in die USA war er  jedoch als Arzt und Botaniker bekannt.

## Leben und Wirken

### Kindheit und frühes Leben
Friedrich Arnold Herring war ein Sohn des Ehepaares Friedrich Konrad Herring und Magdalena, geborene Hendricks in Lennep. Die Familie väterlicherseits war in Lemgo beheimatet. Über seine Kindheit, Jugend und Schulbildung ist bisher nur sehr wenig bekannt. Ein Studium an einer Universität oder andere Höhere Bildung ist bisher nicht nachzuweisen; fest steht nur, dass er Latein, Griechisch und Hebräisch sehr gut beherrschte. Auch hatte er umfassende Kenntnisse in Botanik und Naturheilkunde.
Am 24. Juni 1842 heiratete er in der reformierten Kirche in Elberfeld Johanna Amalia Wolff (1815–1873), die einer Elberfelder Honoratiorenfamilie entstammte. Aus der Ehe gingen sieben Kinder hervor. Nur vier von ihnen erhielten die Säuglingstaufe, da Herring bereits 1852 aus der Evangelischen Kirche ausgetreten war. Das jüngste Kind wurde in den USA geboren.
Die Familie wohnte in der Elberfelder Louisenstraße D 968 (heute Luisenstraße 34), wo Herring eine kleine Seidenweberei betrieb. Er wird in zeitgenössischen Quellen stets als „Seidenappreteur“ oder „Tuchappreteur“ bezeichnet. Durch die Familie seiner Frau verkehrten sie in den höheren Kreisen der Stadt Elberfeld. Kirchlich hielten sie sich zur Reformierten Kirche in Elberfeld, in der in dieser Zeit auch Hermann Heinrich Grafe wirkte. Es wird davon berichtet, dass beide Familien gemeinsam sonntags zur Kirche gingen.

### Freikirchlicher Gemeindegründer und Evangelist
Seit der Zeit der Anwesenheit von Heinrich Christian Werth (1807–1855) (ab 1844) ist bekannt, dass Herring in Remscheid, Hückeswagen, Radevormwald, Dabringhausen, Dhünn und Lennep sog. Konventikel hielt. 1846 war er an einem Immediat-Gesuch an König Friedrich Wilhelm IV. von Preußen für die (freikirchliche) Gemeinde in Haarzopf beteiligt. Im Herbst 1847 gründete er die „Evangelische Brüdergemeine“  Burg, 1850 folgten die Gemeinden in Gräfrath und Wald. Trotz seiner sog. „separatistischen Umtriebe“ wurde er 1851 in den Evangelischen Brüderverein berufen, wofür wahrscheinlich Hermann Heinrich Grafe sorgte.

### Zeit der „Bergischen Taufbewegung“
Im Umfeld des 4. Evangelischen Kirchentages in Elberfeld 1851 ließ sich Herring unter dem Einfluss von August Rauschenbusch von dem Baptistenprediger Johann Gerhard Oncken taufen. Im Zusammenhang seiner Hinwendung zum Baptismus trat er aus dem Evangelischen Brüderverein aus, bevor man ihn ohnehin ausgeschlossen hätte. Um die Jahreswende 1851/52 kam es in der Ehrener Mühle (Solingen-Wald) zu einer Massentaufe und in der Folge zu kollektiven Kirchenaustritten in der Region. Da diese Kirchenaustritte damals zum Teil notariell erfolgen mussten, sorgte Herring organisatorisch und finanziell für die Erledigung. Die „Bergische Taufbewegung“ griff auch ins Niederbergische und Oberbergische über. Im Zusammenwirken mit dem hinzugestoßenen Johann Heinrich Lindermann soll die Anhängerschaft über 500 Personen betragen haben.
Ostern 1852 gab Herring die erste deutsche baptistische Taufschrift heraus: Die Taufe nach der Schrift.
Durch aufkommende Unsicherheiten über die Art des Taufritus kam es zur nochmaligen Taufe (zweite Wiedertaufe) von Herring in der Wupper. Der Grund dafür könnte gewesen sein, dass man inzwischen fließendes und natürliches Wasser (Wupper) für notwendig hielt, möglicherweise auch das dreimalige Untertauchen (altchristlich), das rückwärtige Untertauchen (Baptisten) oder das Vornüber-Untertauchen (Mennoniten, Schwarzenauer Brüder); die genaueren Hintergründe bleiben unklar. Mit Bekanntwerden dieser Umstände wandten sich seine Anhänger aus der „Getauften Christen-Gemeinde“ zunehmend Johann Heinrich Lindermann, der aufkommenden Brüderbewegung von Carl Brockhaus und Julius Anton von Poseck sowie den Barmer Baptisten um Julius Köbner zu.

### Auswanderung und späteres Leben
1855 wanderte Herring mit seiner ganzen Familie in die USA aus. Er ließ sich zuerst in Milwaukee, Wisconsin, nieder, wo er die German Botanic Eclectic School gründete. Nach wenigen Jahren siedelte er sich dauerhaft in Goshen, Elkhart County, Indiana, an, möglicherweise aufgrund der Nähe zu den Gemeinschaften von Mennoniten und den amischen Siedlungsgebieten. Im Oktober 1908 starb er in Goshen und wurde auf dem dortigen Oakridge Cemetery beigesetzt, wo sich seine Grabstätte bis heute befindet. Seine Bibliothek und seinen Nachlass hatte er der Bibliothek des Goshen College vermacht.

## Publikationen
- Die Taufe nach der Schrift. Mit einem abgedruckten Schreiben von August Rauschenbusch (1816–1899), Elberfeld 1852